# Пюисельси
Пюисельси́ (фр. Puycelsi, или Puycelci, окс. Puègcèlsi) — коммуна во Франции, находится в кантоне Виньобль и Бастид округа Альби, департамент Тарн, Окситания. Входит в список «Самых красивых деревень Франции».
Код INSEE коммуны — 81217.

## География
Коммуна расположена приблизительно в 550 км к югу от Парижа, в 50 км северо-восточнее Тулузы, в 36 км к западу от Альби.

### Климат
Климат умеренно-океанический. Зима мягкая и дождливая, лето жаркое с частыми грозами. Ветры довольно редки.

## Население
Население коммуны на 2010 год составляло 474 человека.
| 1962 | 1968 | 1975 | 1982 | 1990 | 1999 | 2010 |
| ---- | ---- | ---- | ---- | ---- | ---- | ---- |
| 503  | 535  | 480  | 442  | 453  | 495  | 474  |

## Администрация
| Период | Период | Фамилия      | Партия                  | Примечания                            |
| ------ | ------ | ------------ | ----------------------- | ------------------------------------- |
| 1985   | 2001   | Клод Буисьер | Социалистическая партия | член генерального совета департамента |
| 2001   | 2014   | Анри Фераль  |                         |                                       |
| 2014   | 2020   | Клод Лабранк |                         |                                       |

## Экономика
В 2007 году среди 280 человек в трудоспособном возрасте (15—64 лет) 201 были экономически активными, 79 — неактивные (показатель активности — 71,8 %, в 1999 году было 55,4 %). Из 201 активных работали 183 человека (94 мужчины и 89 женщин), безработных было 18 (11 мужчин и 7 женщин). Среди 79 неактивных 14 человек были учениками или студентами, 36 — пенсионерами, 29 были неактивными по другим причинам.

## Достопримечательности
- Остатки городских стен (XIII век, более 800 м длиной). Исторический памятник с 1927 года.[5]
- Башня и городские ворота (XIII век). Исторический памятник с 1950 года.[6]
- Старый мост в деревне Лаваль (XIV век). Исторический памятник с 1991 года.[7]
- Часовня Св. Иулиана (XV век). Исторический памятник с 2002 года.[8]

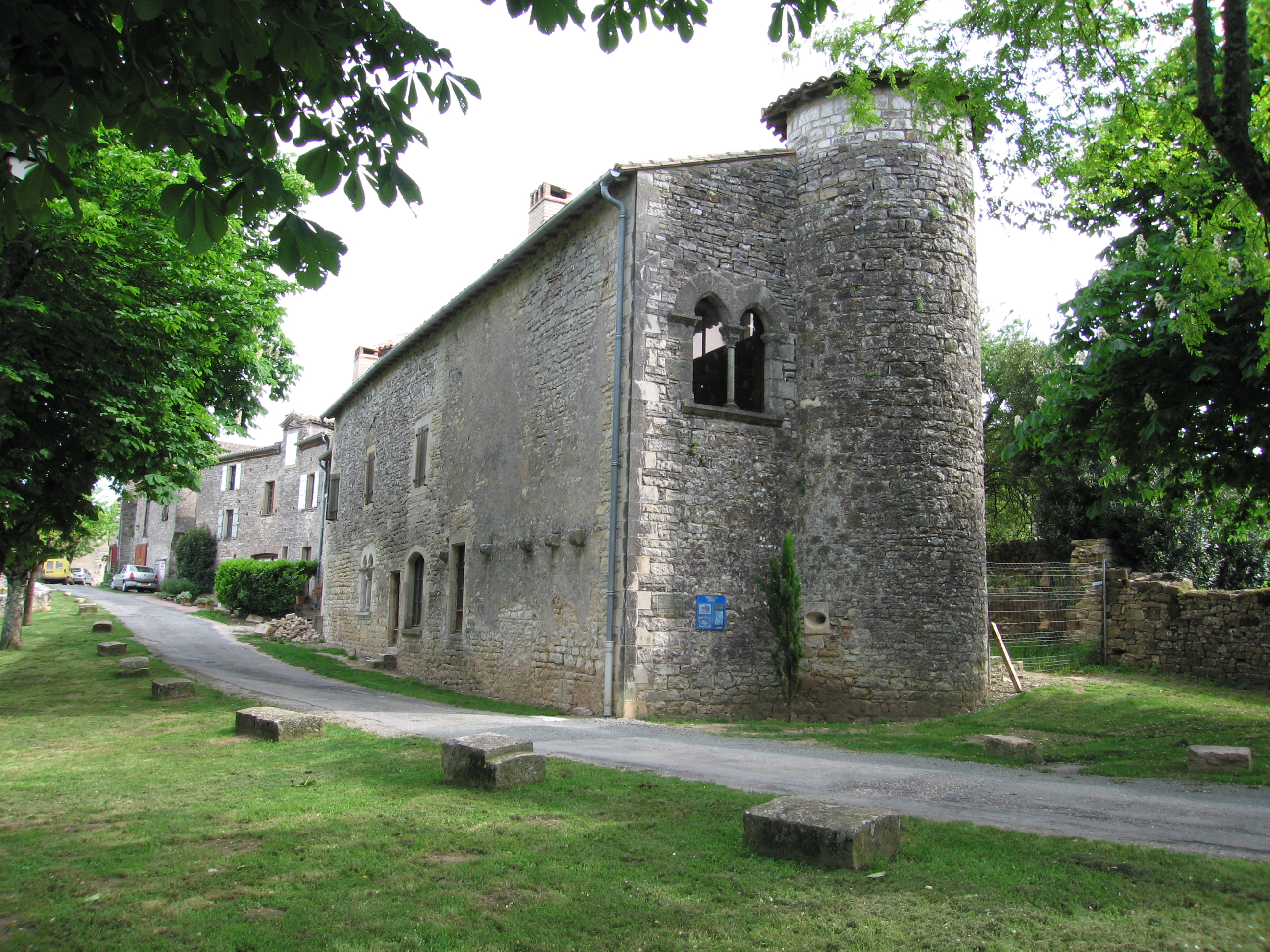
Замок капитана королевских гвардейцев
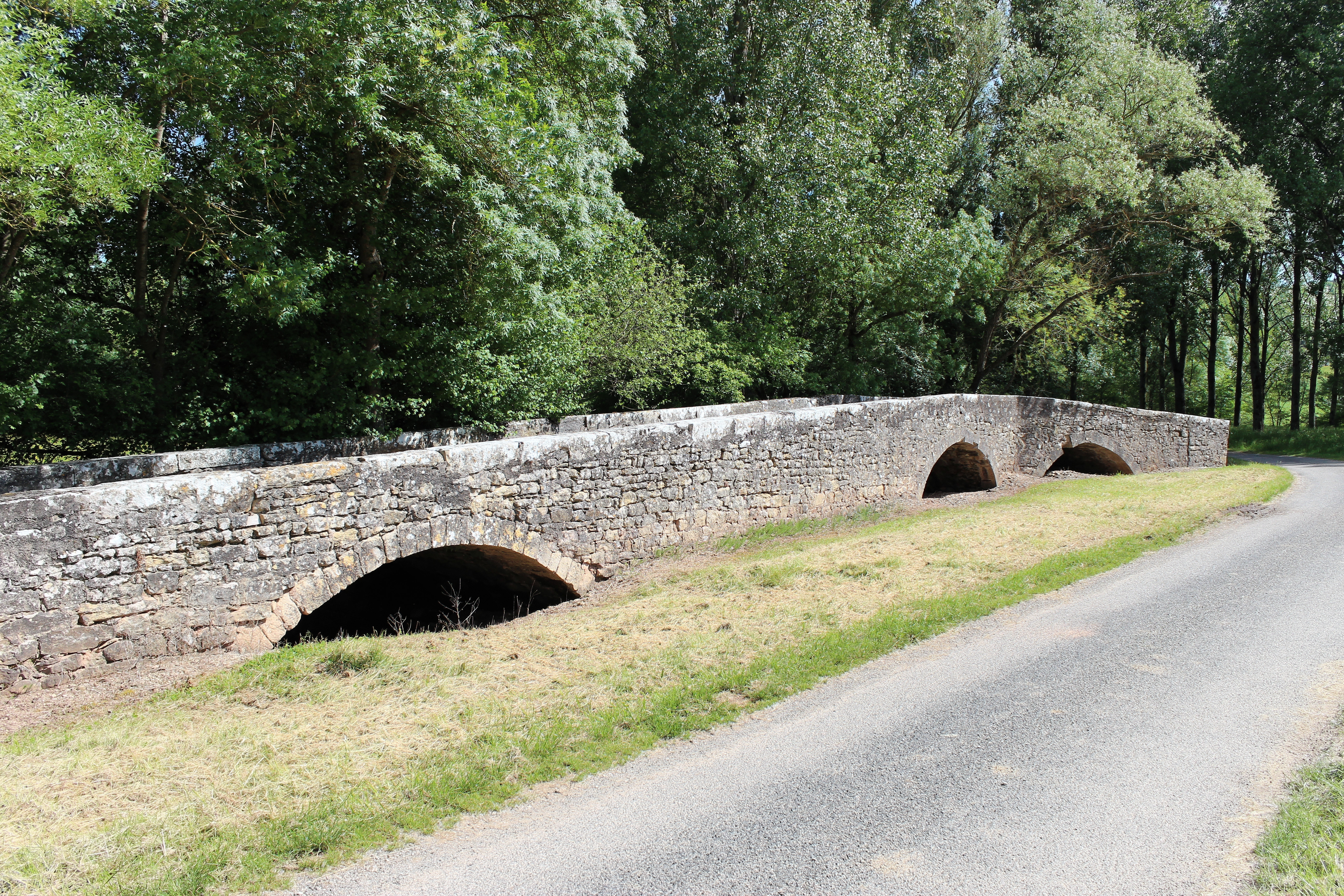
Мост де Лаваль
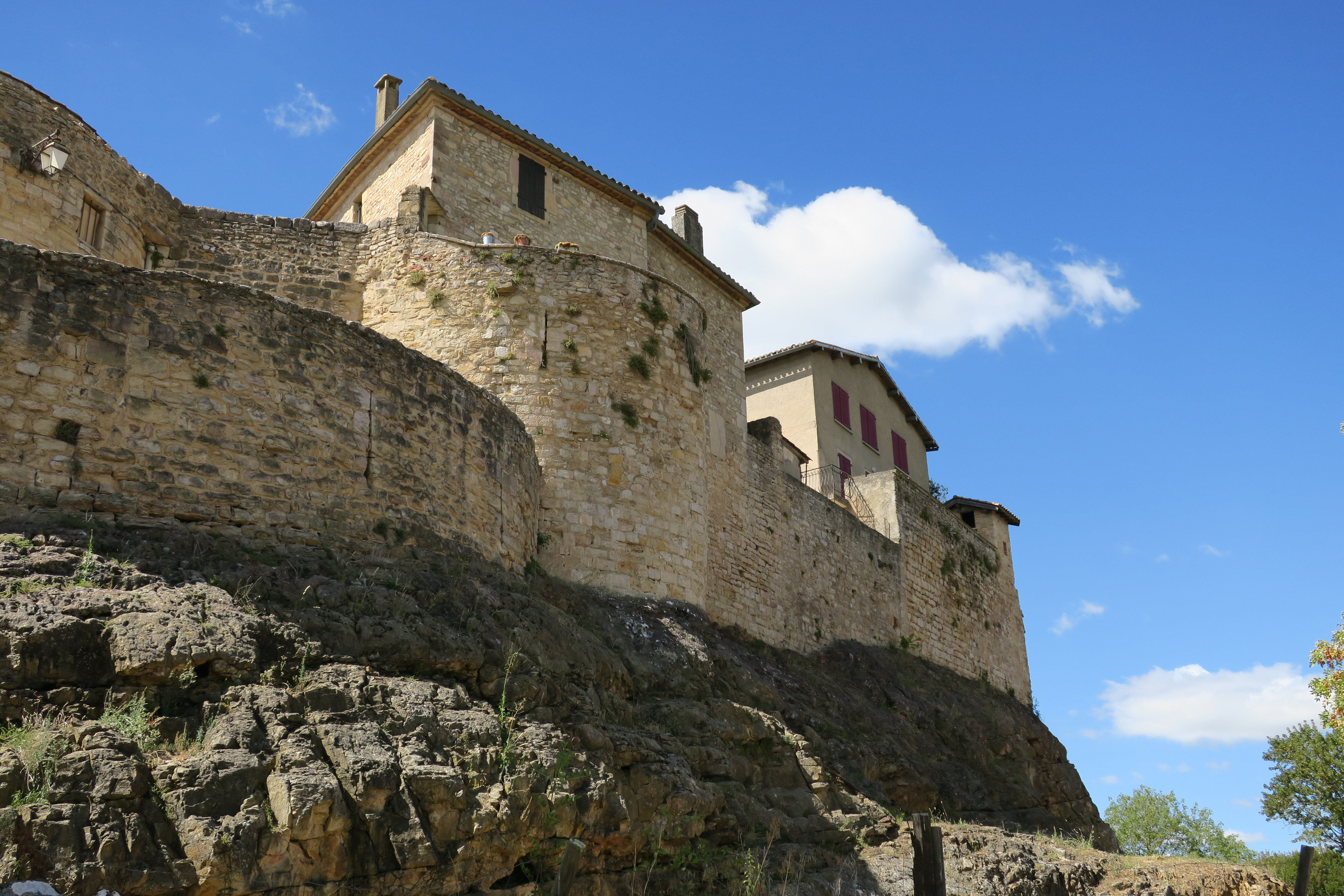
Городские стены
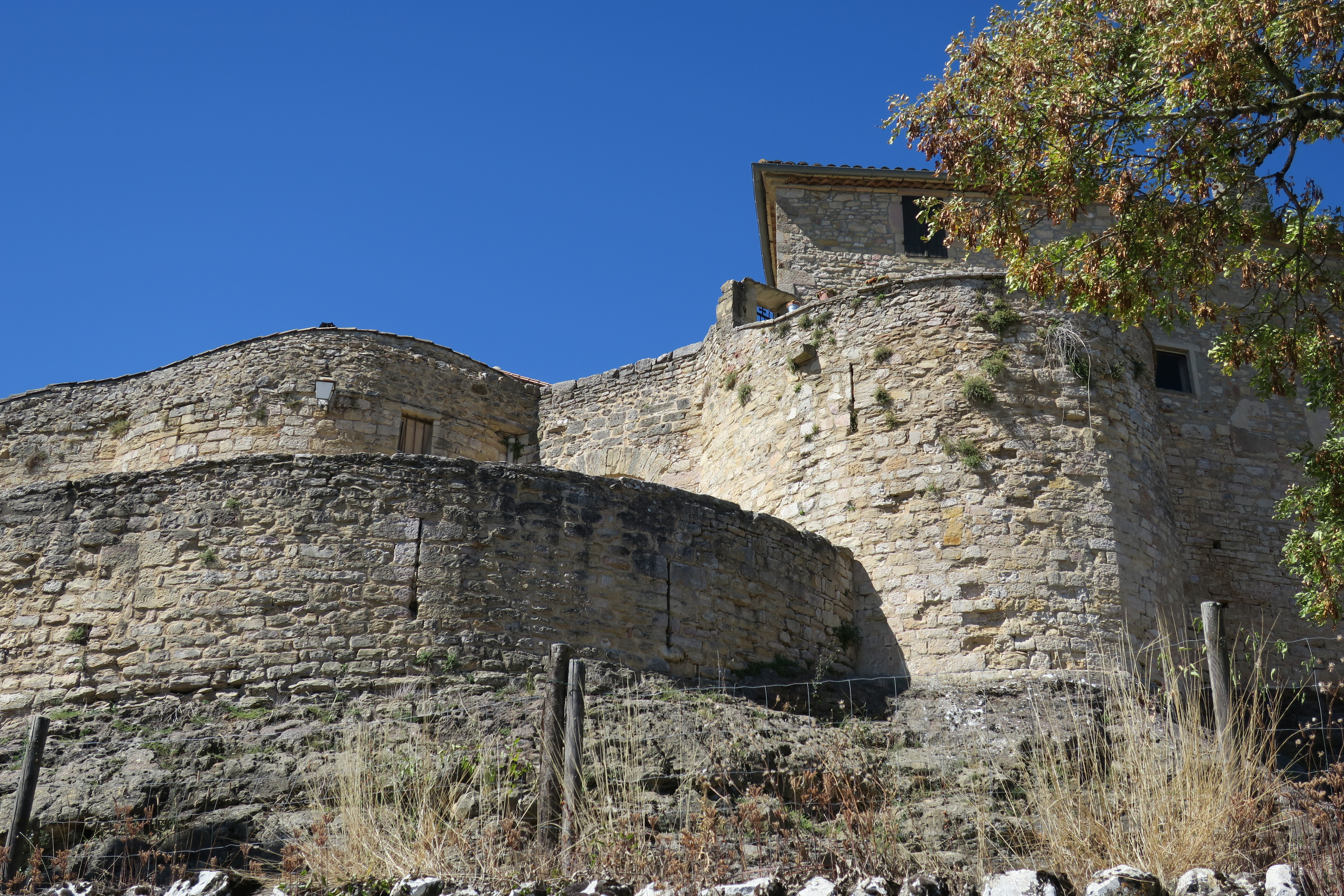
Городские стены
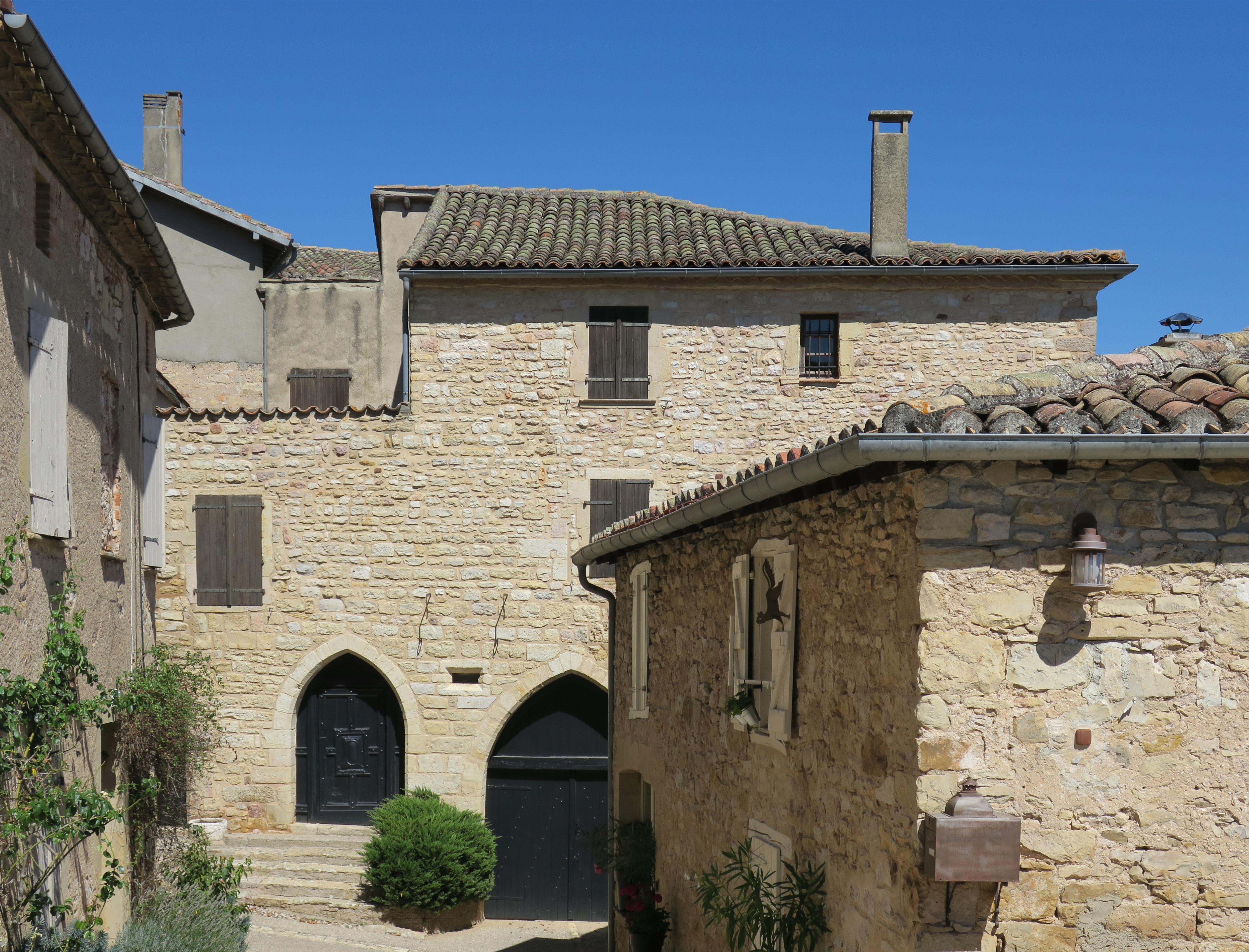
Дом караула
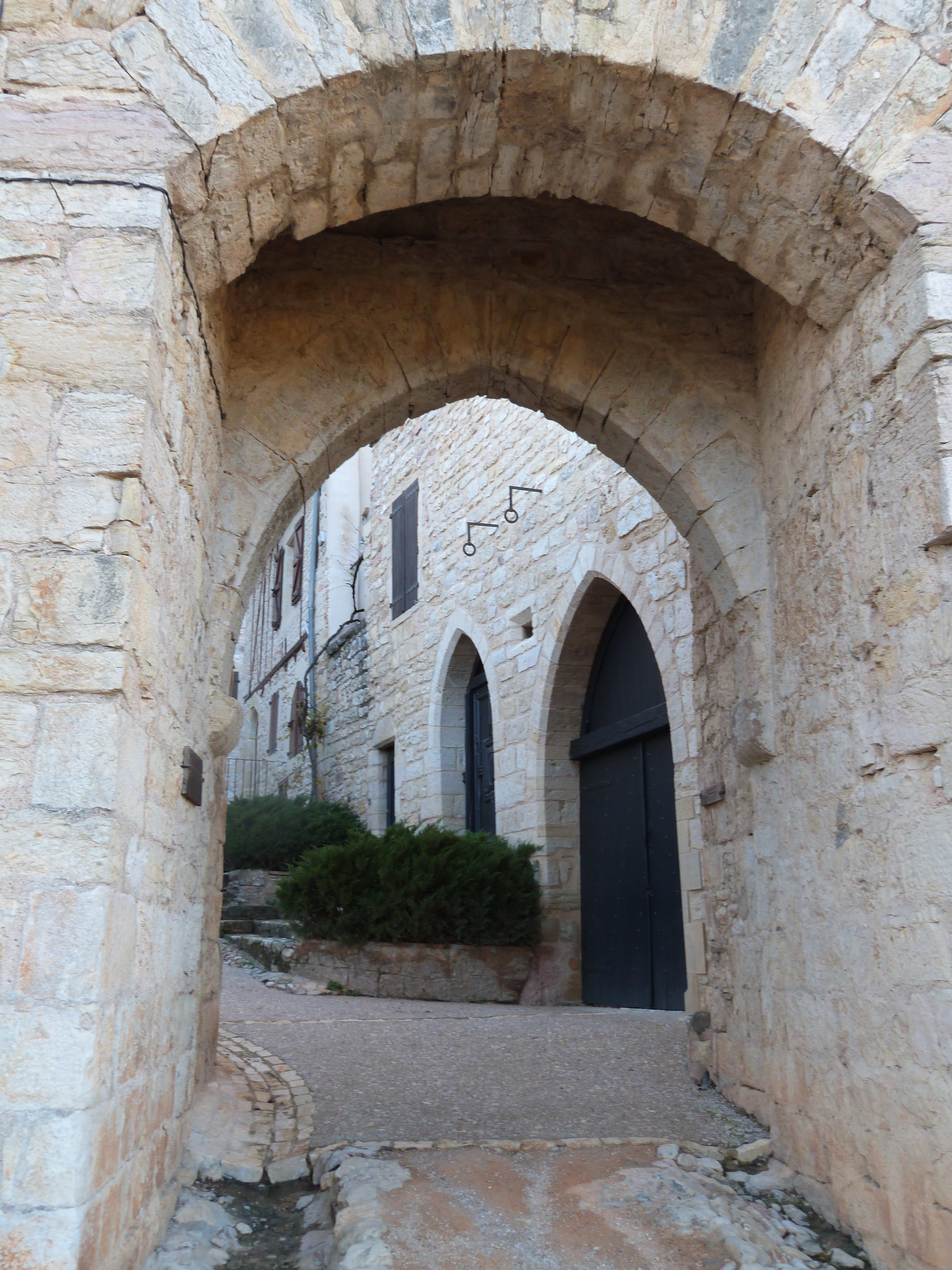
Городские ворота